# 光免疫療法
光免疫療法（ひかりめんえきりょうほう、英: near-infrared photoimmunotherapy）は、癌（がん）細胞を破壊するため、光の一種である近赤外線照射と薬剤を用いる治療法である。近赤外光線免疫療法（NIR-PIT）とも呼ばれる。
2015年4月にアメリカ食品医薬品局（FDA）から臨床試験開始許可を受け、現在は臨床第3相試験を実施中。光免疫療法に使われる医薬品の第一号が2020年に日本において製造販売の承認を得ている。
抗がん剤（化学療法）、手術、放射線療法、がん免疫薬に続く第5のがん治療法とも位置付けられる。

## 概要
2011年11月6日、アメリカ国立がん研究所（NCI）と米国国立衛生研究所（NIH）の主任研究員である小林久隆らの研究グループが、『ネイチャー メディシン』誌上にて、その開発を発表した。
この療法は、IR700という特殊な薬剤と近赤外線を使い癌細胞を破壊するものである。近赤外線は、損傷を与えることなく生体組織内部に到達することが可能である。小林は「がん細胞の表面に小さな傷ができ、膨れ上がった風船が割れるように壊れる」「がん細胞だけをピンポイントで破壊することできる」と表現する。特定の細胞に抗体薬剤を結合させ、近赤外線を照射することで、その細胞膜を破壊し、破壊後の全ての抗体が免疫系に露出する。これにより、生体内で超選択的（非特異的）な癌細胞の死滅だけにとどまらず、破壊された癌細胞の残骸に含有される癌の特異的抗原に免疫反応を惹起するため、照射した箇所以外の癌細胞や転移した癌細胞にさえ効果を及ぼす可能性がある。詳細は「機序」「キラーT細胞の活性化」で後述。
日本では2018年3月から国立がん研究センター東病院（千葉県柏市）において臨床試験のフェーズ1が始められた。アメリカ合衆国では2018年4月時点で既にフェーズ2が終わっており、米食品医薬品局（FDA）は承認審査を迅速に進める方針を発表した。現在の治験対象は、日米ともに再発頭頸部癌（鼻、口、喉、耳、顎など）だが、肺癌、大腸癌、乳癌、膵臓癌、前立腺癌に応用することが検討されている。アメリカのフェーズ2は、複数の病院で再発頭頸部癌を対象に計30例の治験が行われた。現在公表されているのはトーマス・ジェファーソン大学の7例だけだが、フェーズ1の8例が欧州の学会で公表されており、計15例のデータの閲覧が可能である。アメリカでの治験では15例のうち14例は再発頭頸部癌で奏効率93%、完全奏効功率47%の好成績を収めている。最初の治験の対象として頭頸部癌を選んだ理由を小林は、頭頸部癌は、口の中、舌、歯茎、頬、咽頭部、鼻など食道より上に発生する癌であるため、内視鏡などを使わなくても身体の外から光を当てればよいことを上げている。
小林らはNIR-PIT が、臨床的に癌治療のアプローチを根本的に変える可能性があると考えている。アメリカ合衆国大統領バラク・オバマが2012年の一般教書演説で言及した。小林によると、光免疫療法での複数の薬剤や、他の治療法（癌免疫療法や抗癌剤）と併用できる。外科手術による患部の切除、放射線治療、抗癌剤、免疫療法に続く「第5の癌治療法」と呼ばれることもある。
また、再生医療にも役立つことが期待される。例えばiPS細胞による臓器や網膜用の細胞シート（患者の自己細胞を培養してシート状にしたもの）の作成時に悪性の細胞が混入することで発癌性を示す心配が懸念されるが、そこにこの抗体を結合させて光を照射すれば、悪性の細胞を一瞬で全て破壊して除去する事が可能となり、他の正常な細胞にはダメージを与えずに安全なiPS細胞シートや人工臓器の作成が可能になる。
日本の関西医科大学は2022年4月、小林を所長として招き、専門の研究機関である「附属光免疫医学研究所」を設立した。
2021年には、楽天メディカルが頭頸部がんに対するアルミノックス治療の提供を開始。日本では32都道府県における62施設の治療医約200名よって実施され、頭頸部がんの治療選択肢の一つとなっている。2024年9月までに患者約220名が施療を受けたが、日本頭頸部外科学会では、同学会認定かつ保険適用以外の施設でありながら、光免疫療法を行うと謳う例があるとして警告を発している。

## 機序

抗体-IR700の複合体は癌細胞に結合するが、ここに近赤外線を照射すると複合体が発熱・変形し、癌細胞に微細な傷が付く。ここに水が流入することで、癌細胞が破裂する。

癌細胞の表面にある特有の抗原のみに特異的に結合する抗体（免疫グロブリン）というタンパク質と、その抗体と対になっているフタロシアニンとも呼ばれるIR700という色素がポイントとなる。
IR700は、波長700nmの近赤外線を受けると吸収して化学変化を起し、光エネルギーを吸収して発熱することで癌にダメージを与えうる。この抗体‐光吸収体（IR700）接合体は、標的分子に結合しているときのみ近赤外線によって活性化されるよう設計されている。この抗体‐光吸収体接合体は、ヒトやマウスに注入後、抗体の標的を過剰発現する癌細胞と結合する。そこに近赤外線を照射すると癌細胞は急速に膨張、破壊、壊死のステップを踏み免疫原性細胞死に至らしめる。
小林らは、癌の増殖アクセル役を果たしている、遺伝子変異を起こした上皮成長因子受容体（EGFR）を阻害する抗体とIR700を結合させた薬を作り、シャーレ内でヒトの癌細胞でEGFRを発しているA431細胞に作製した薬を培養液に加え、それに近赤外線を照射すると、即座に癌細胞が死滅することを確認。さらに、動物実験としてA431細胞をマウスに移植、同様に薬を投与後、近赤外線を照射し癌を縮小させる実験に成功、薬が癌細胞の内側よりも癌の表面で効果をあらわしていることを発見した。

## キラーT細胞の活性化
NIR-PITに反応して破裂、壊死した癌細胞からは、細胞内の物質が細胞外へ放出される。近接する免疫系はこれらを異物として感知し、癌細胞を破壊する免疫細胞である細胞傷害性T細胞（キラーT細胞）が、制御性T細胞（Treg）という他の免疫細胞によって抑制されていたものが、マウスでの実験では急速かつ選択的に制御性T細胞が除去され、1時間以内に「癌細胞傷害性T細胞」を活性化し、マウスの延命効果が確認された。すなわち、活性化したキラーT細胞が、治療済みの腫瘍から他の部位の腫瘍に到達し、顕著な免疫反応を著した。
この制御性T細胞除去法では、腫瘍の種類毎に特異的に発現する分子を狙い撃つための多種多様な抗体を、その都度に人工的に作成する必要がないというメリットがある。

## 研究と治療への利用

### 臨床試験
米国では2015年より、頭頸部癌の24名（予定）を対象に、近赤外線を当てずに安全性を確認する第I相と近赤外線を照射し効果を検証する第II相を組み合わせた 第I/II相試験 を実施した。この試験では、抗体にセツキシマブを用いた複合体RM-1929（セツキシマブ サロタロカンナトリウム）が用いられた。
日本では2018年より、国立がん研究センターで 第I相試験 を実施している。

### 実用化
小林らが論文を発表した翌年（2012年）、再発頭頚部癌を対象とした国際共同第III相試験を日本を含むアジア、米国、欧州連合（EU）で実施することが発表された。対象者は275名としている。
2020年9月には、光免疫療法用医薬品「アキャルックス」が日本で製造販売承認された。使用する施設を限定し、有効性や安全性を引き続き調べる「条件付き承認」であるが、光免疫療法用の医薬品はこれが世界初である。ただし、局所がんには奏功するが転移がんに関しては全くエビデンスがなく、開発を進める予定もない。

### 副作用
第2a相試験の結果によると、治療部位の周辺に出血や痛みが見られたものの、用量制限毒性、光線過敏症は観察されず、安全な治療法であるとしている。

### 応用
共同研究者である医師のPeter Choykeによると、手術が困難な中皮腫に対し、術後にNIR-PITを施すことで切除しきれなかった残存癌の掃討が可能と推測される。
2019年1月25日、アメリカ国立衛生研究所（NIH）の小林久隆主任研究員らのチームは、癌の治療薬「免疫チェックポイント阻害剤」に、近赤外光を使う「光免疫療法」を組み合わせると、治療効果を大幅に上げられることを動物実験で確認したことを、米医学誌『キャンサー・イムノロジー・リサーチ』電子版に発表した。結腸癌を発症させたマウスに免疫チェックポイント阻害剤を投与すると、癌が治ったのは1割だったが、近赤外光を当てて癌細胞を破壊する「光免疫療法」を実施後、免疫チェックポイント阻害剤を投与すると、8割以上のマウスで癌が完治し、治ったマウスには同じ癌の再発がなくなったことを確認した。

## 文献
- 小林久隆「近赤外線を用いた標的分子特異的癌治療」『Isotope news』697 (2012): 2-6.
- 小林久隆「特異性を重視した新たな癌の分子イメージングと近赤外光線免疫療法」『Drug Delivery System』第29巻第4号、日本DDS学会、2014年、274-284頁、doi:10.2745/dds.29.274、ISSN 0913-5006、NAID 130004874226。
- 小林久隆「近赤外光線免疫療法による新規がん治療」『薬剤学』第76巻第3号、日本薬剤学会、2016年、172-176頁、doi:10.14843/jpstj.76.172、ISSN 0372-7629、NAID 130005277345。
- Kobayashi, Hisataka. "Illuminating the cancer-targeting potential of near-infrared photoimmunotherapy." Biochem (Lond) 1 December 2016; 38 (6): 16–19. doi:10.1042/BIO03806016